# Автотрофи

Блок-схема для визначення того, автотрофом чи гетеротрофом є вид

Автотро́фи, автотро́фні організми (від дав.-гр. αὐτός — «сам» та τροφή — «їжа», «харчування»), продуце́нти — організми, що синтезують із неорганічних речовин ( води, діоксиду вуглецю, неорганічних сполук азоту тощо) всі необхідні для життя органічні речовини, використовуючи енергію фотосинтезу (фототрофи — всі зелені рослини) чи хемосинтезу (хемотрофи — деякі бактерії (залізобактерії, сіркобактерії)) та ін.
Автотрофи — основні продуценти органічної речовини в біосфері. Вони забезпечують існування решти організмів.

## Ефективність роботи
Ефективність роботи продуцентів — одна з важливих функціональних характеристик природних ландшафтів. Вона залежить від двох груп причин: одна з них пов'язана з внутрішніми особливостями продуцентів і можливостями їх фотосинтетичного апарату, які визначають теоретично можливу швидкість створення первинної продукції. Інша група причин пов'язана із зовнішніми екологічними факторами, виступаючими як обмежувачі фотосинтетичної активності рослин. Для кількісної оцінки ефективності функціонування фітоценозів використовується спеціальний показник — ККД використання радіації, розрахунок якого базується на зіставленні продуктивності рослинного покриву з кількістю поглиненої фотосинтетично активної радіації (ФАР). За даними В. Лархера, найбільший ККД відзначається для ландшафтів екваторіальних лісів (4,5%). Ефективність роботи продуцентів у різних зонах знижується при лімітуючій дії гідротермічних факторів. Найнижчий ККД спостерігається в пустельних і напівпустельних ландшафтах тропіків (0,05%), де в поясі високого тиску рідкісний дефіцит вологи поєднується з максимальними величинами сонячної інсоляції.

## Автотрофи у харчових ланцюгах
Автотрофи є продуцентами (виробниками біомаси і енергії) в екосистемах, вони є базовим рівнем трофічного ланцюгу, без якого життя неможливе.Їх споживають гетеротрофні організми(консументи I порядку), згідно з правилом екологічної піраміди у співвідношенні  10:1(на 1 кг консументів I порядку 10 кг автотрофних рослин).

## Див.також
- Способи живлення організмів;
- Фотосинтез;
- Хемосинтез;
- Паразитизм;
- Біорізноманіття;
- Автотрофні бактерії.